# Моджокерто
Моджокерто (индон. Mojokerto) — город в Индонезии, расположенный на территории провинции Восточная Ява. Территория города выделена в самостоятельную административную единицу — муниципалитет.

## История
Город был основан голландцами в 1918 году.
Во время Второй мировой войны, в период с мая 1942 года по август 1945 года оккупирован японскими войсками.
В 1936 году в карьере близ Моджокерто помощником Кенигсвальда был найден череп детской особи питекантропа (Pithecanthropus V), датируемого по одним данным возрастом от 800 тыс. л. н. до 1,8 млн л. н., по другим — не древнее 1,1 млн лет назад. В 2003 году группа учёных во главе с археологом Майком Морвудом определила, что ребёнок из Моджокерто был найден в слое между слоями между пемзовым горизонтом 6, датирующимся возрастом 1,43 ± 0,1 млн л. н. и пемзовым горизонтом 5, датирующимся возрастом 1,49 ± 0,13 млн лет назад. Судя по эндокрану ребёнка из Моджокерто, ростовой процесс мозга своей большой скоростью больше напоминал вариант человекообразных обезьян.
После Войны за независимость Моджокерто вошёл в состав независимой Индонезии. В 1965 году муниципалитет Моджокерто был выделен в отдельную административную единицу.

## Географическое положение
Город находится в центральной части провинции, в восточной части острова Ява, на берегах реки Брантас. Абсолютная высота — 22 метра над уровнем моря. Моджокерто расположен на расстоянии 25 километров к западу-юго-западу от Сурабаи, административного центра провинции.

## Климат
Климат Моджокерто экваториальный, характеризуется наличием чередования сухого сезона с сезоном дождей. Температура воздуха колеблется в диапазоне от 22 до 31 °C.

## Административное деление
Территория муниципалитета подразделяется на два района (kecamatan), которые в свою очередь делятся на 18 сельских поселений (kelurahan). Общая площадь — 16,46 км².

## Население
По данным официальной переписи 2010 года численность населения Моджокерто составляла 120 196 человек.
Динамика численности населения города по годам:
| 1990   | 2000    | 2010    |
| ------ | ------- | ------- |
| 96 626 | 108 938 | 120 196 |

## Транспорт
Транспортное сообщение Моджокерто с другими городами острова осуществляется посредством железнодорожного и автомобильного транспорта. Ближайший аэропорт — международный аэропорт имени Джуанды.

## Галерея

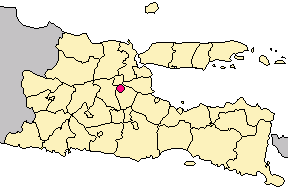
Моджокерто на карте Восточной Явы
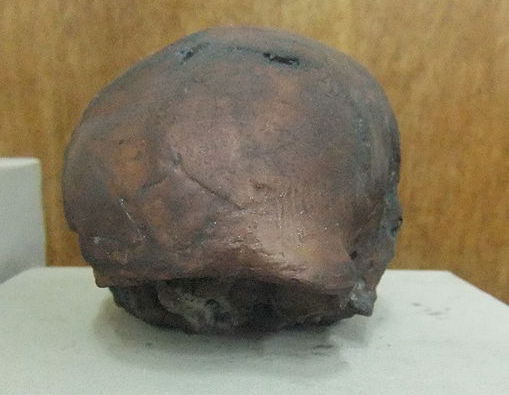
Череп ребёнка из Моджокерто
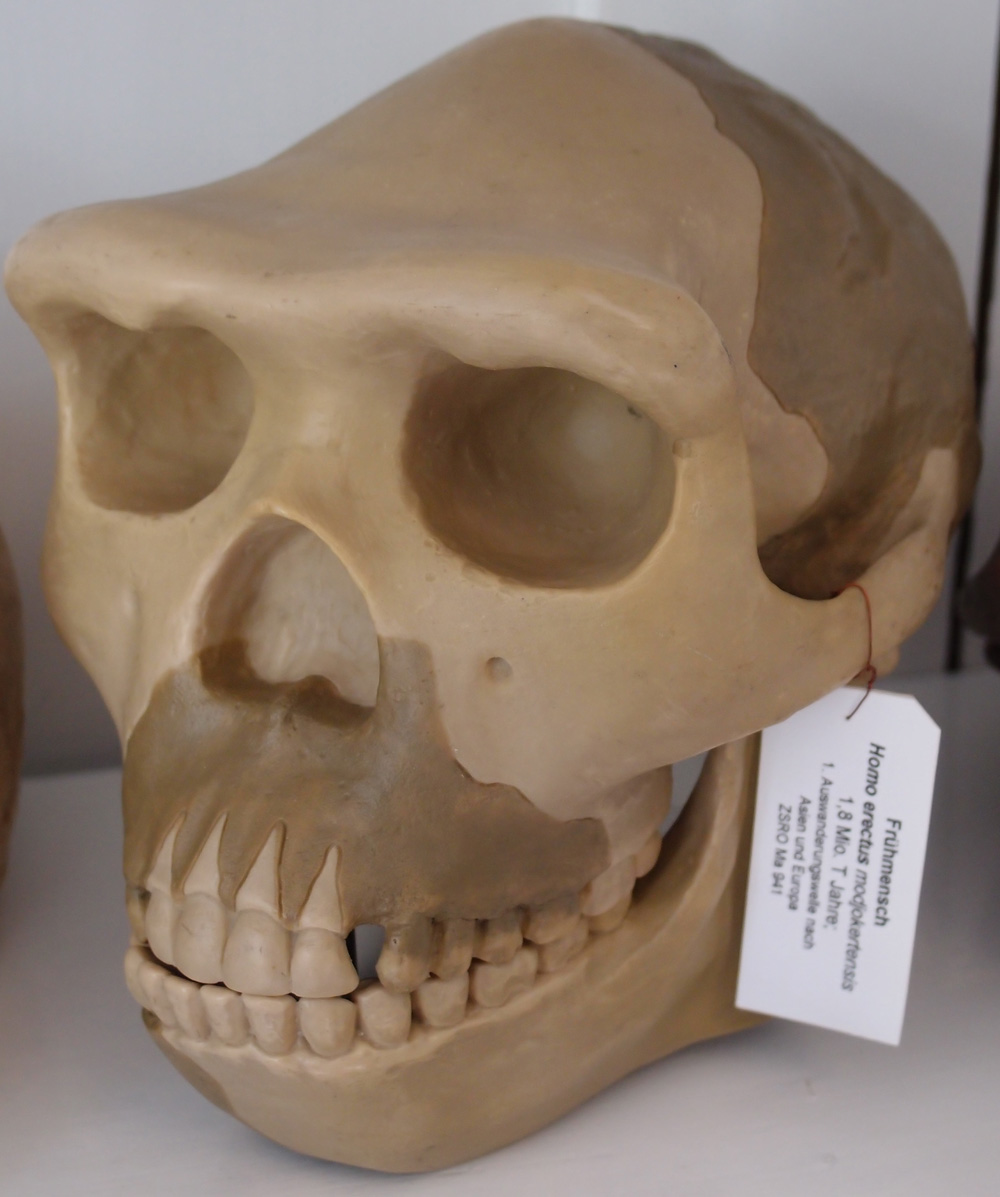
Реконструкция черепа